# Cratere Wicklow
Wicklow  è un cratere sulla superficie di Marte.